# Hans Alfredson
Pour les articles homonymes, voir Alfredson.
Hans Folke Alfredsson, dit Hasse Alfredson, né le 28 juin 1931 à Malmö et mort le 10 septembre 2017 à  Stockholm, est un acteur, réalisateur et humoriste suédois.

## Biographie

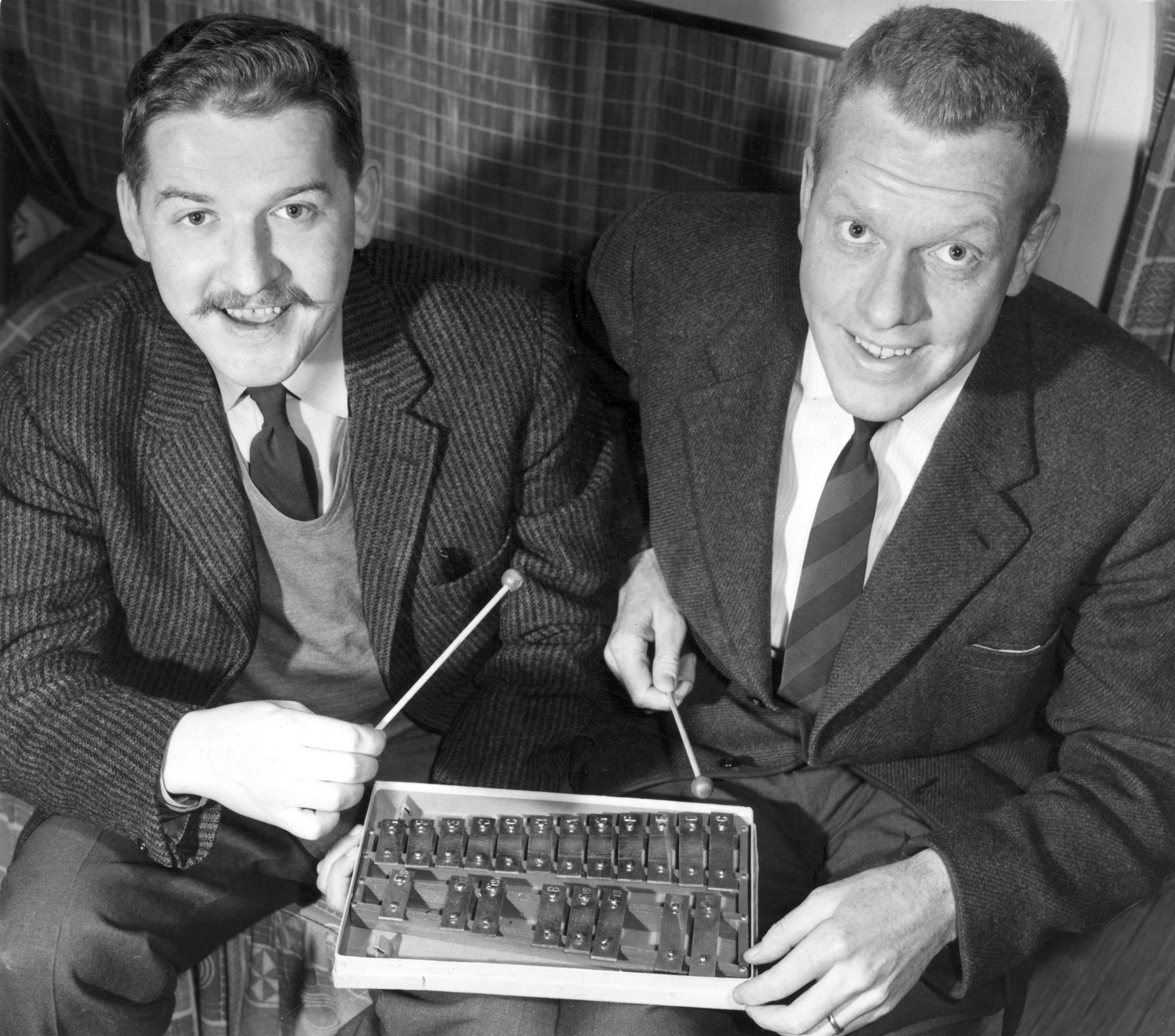
Hasse et Tage en 1959.

Hans Alfredson est connu pour avoir fait partie avec Tage Danielsson du duo comique Hasse et Tage, auteurs de nombreux spectacles et films.

### Famille
Hans Alfredson est le père des deux réalisateurs Daniel et Tomas Alfredson.

## Filmographie

### En tant que réalisateur et scénariste
- 1973 : Kvartetten som sprängdes (série télévisée)
- 1975 : Les Œufs de la brouille (Ägget är löst!)
- 1982 : L'Assassin candide
- 1983 : P&B
- 1985 : Falsk som vatten
- 1987 : Jim och piraterna Blom
- 1988 : Vargens tid
- 1988 : Familjen Schedblad (série télévisée)
- 1990 : Tingel tangel (série télévisée)
- 1996 : 90 minuter 90-tal
- 1998 : När karusellerna sover (série télévisée)

### En tant que scénariste avec Tage Danielsson
Tous les films sont réalisés par Tage Danielsson.
- 1964 : Svenska bilder
- 1965 : Att angöra en brygga
- 1968 : I huvet på en gammal gubbe
- 1971 : Äppelkriget
- 1978 : Les Folles Aventures de Picasso (Picassos äventyr)

### En tant qu'acteur
- 1978 : Les Folles Aventures de Picasso (Picassos äventyr), de Tage Danielsson